# Aerotur-KZ Airlines
ТОО «Авиакомпания» «Аэротур-KZ» — бывшая казахстанская авиакомпания.

## История
Авиакомпания основана в 2006 году. 1 апреля 2009 года, лицензия авиакомпании была отозвана, незадолго до того, когда авиакомпания была добавлена в список авиакомпаний с запретом на полёты в страны Евросоюза из-за  плохих стандартов обслуживания в Казахстане.